# Vriesea belloi
Vriesea belloi là một loài thuộc chi Vriesea. Đây là loài đặc hữu của Brasil.